# مارلبورو (نیویورک)
مارلبورو (به انگلیسی: Marlboro) یک منطقهٔ مسکونی در ایالات متحده آمریکا است که در شهرستان اولستر، نیویورک واقع شده‌است. مارلبورو ۸٫۷ کیلومتر مربع مساحت و ۳٬۶۶۹ نفر جمعیت دارد و ۵۵ متر بالاتر از سطح دریا واقع شده‌است.